# Wolfgang Feiersinger
Wolfgang „Sali“ Feiersinger (* 30. Jänner 1965 in Saalfelden) ist ein ehemaliger österreichischer Fußballspieler und -trainer.

## Karriere

### Verein
Feiersinger, im Zivilberuf ehemals als Gendarm tätig, begann seine Karriere beim 1. Saalfeldner SK. 1986 wechselte er zum Profiklub SV Austria Salzburg und wurde zum Stammspieler. Einen Karriereschub erfuhr er erst unter Trainer Otto Barić, mit dem er beim SV Austria Salzburg seine ersten Titel auf Vereinsebene gewann. 1992 und 1993 wurde er mit der Austria jeweils österreichischer Vizemeister. 1994 und 1995 gewann Feiersinger schließlich den ersten österreichischen Meistertitel mit Austria Salzburg und wurde auch Supercupsieger. International war er mit den Salzburgern im UEFA-Pokal 1993/94 erfolgreich. Dort besiegte man unter anderem den Karlsruher SC und Eintracht Frankfurt, um letztlich ins Finale einzuziehen. Dort unterlag die Mannschaft gegen Inter Mailand zweimal mit 0:1.
Feiersinger war Mitglied der Salzburger Meistermannschaft 1996/97 unter Trainer Heribert Weber, wechselte aber bereits nach den ersten vier Spielen der Saison in die deutsche Bundesliga zu Borussia Dortmund. Für die Borussen absolvierte er 57 Bundesligaspiele und war anfangs wegen einer Verletzung von Matthias Sammer zeitweise Stammspieler. So vertrat er ihn über weite Strecken der Saison 1996/97 und musste ihm erst im Champions-League-Finale gegen Juventus Turin wieder Platz machen und das Spiel aufgrund taktischer Überlegungen von Trainer Ottmar Hitzfeld sogar von der Tribüne aus verfolgen. In der Bundesliga erreichte er mit der Borussia den dritten Platz. Zu Beginn der neuen Saison wurde Hitzfeld zum Sportdirektor umfunktioniert und Nevio Scala übernahm den Trainerposten. Dieser behauptete:

„Nur Gott ist perfekt, aber Wolfgang Feiersinger ist es als Spieler.“

Unter der Leitung Scalas kam er auch zu mehr Einsätzen als zuvor und gewann den Weltpokal; mit der Borussia wurde er Zehnter in der Abschlusstabelle. Scala verließ Dortmund am Ende der Saison und wurde durch den bisherigen Jugendtrainer Michael Skibbe ersetzt. Feiersinger kam unter dessen Leitung immer seltener zum Einsatz und verließ die Borussia nach deren Fastabstieg im Jahre 2000.
Zu Beginn der Saison 2000/01 wechselte Feiersinger zum LASK Linz, für den er ein Tor in 25 Spielen erzielte, bevor er im Herbst 2001 wieder zur Salzburger Austria zurückkehrte. Dort kam er noch in 18 Spielen zum Einsatz. 2002 beendete Feiersinger seine aktive Karriere als Profifußballer, spielte aber noch weiterhin in der Regionalliga West und Salzburger Liga für den PSV Schwarz-Weiß Salzburg.

### Nationalmannschaft
Feiersingers Nationalteamkarriere begann unter Trainer Josef Hickersberger am 21. August 1990 im Länderspiel gegen die Schweiz in Wien. Er absolvierte 46 Spiele für die österreichische Nationalmannschaft als Libero, Verteidiger oder offensiv orientierter Mittelfeldspieler und war Teilnehmer der Fußball-Weltmeisterschaft 1998 in Frankreich unter Trainer Herbert Prohaska. Am 28. April 1999 absolvierte er beim 7:0 im EM-Qualifikationsspiel im Grazer Arnold-Schwarzenegger-Stadion gegen San Marino sein letztes Spiel für die österreichische Nationalmannschaft.

## Erfolge
- Österreichische Meisterschaft: 1994, 1995, 1997
- Champions-League-Sieger: 1997
- Weltpokalsieger: 1997

## Nach der Karriere
Von 2006 bis Ende Mai 2008 fungierte Feiersinger als Trainer und Betreuer der U-17-Mannschaft des zu Red Bull Salzburg gehörigen Bundesnachwuchszentrums.
Im Jahre 2009 übernahm er gemeinsam mit seiner Lebensgefährtin in Aurach bei Kitzbühel die Hochwildalmhütte, die er jedes Jahr von Anfang Juni bis Mitte Oktober durchgängig bewirtschaftet.
Beim Bruno-Pezzey-Gedenkturnier am 11. Dezember 2013 in Reutte brach der 48-jährige Feiersinger mit Kammerflimmern zusammen; mit den anwesenden Notärzten wurde er ins Krankenhaus Reutte gebracht und am folgenden Tag nach Innsbruck überstellt.
Seine Tochter Laura ist langjährige österreichische Nationalspielerin. Mit Kevin Feiersinger ist er nicht verwandt.